# ATP-seizoen 2012
Het ATP-seizoen in 2012 bestond uit de internationale tennistoernooien, die door de ATP en ITF werden georganiseerd in het kalenderjaar 2012.
Het speelschema omvatte:
- 62 ATP-toernooien, bestaande uit de categorieën:
  - ATP World Tour Masters 1000: 9
  - ATP World Tour 500: 11
  - ATP World Tour 250: 40
  - ATP World Tour Finals: eindejaarstoernooi voor de acht beste tennissers/dubbelspelteams
  - World Team Cup: landenteamtoernooi, geen ATP-punten.
- 7 ITF-toernooien, bestaande uit de:
  - 4 grandslamtoernooien;
  - Olympische Spelen in Londen;
  - Davis Cup: landenteamtoernooi;
  - Hopman Cup: landenteamtoernooi voor gemengde tenniskoppels, geen ATP-punten.

## Toernooiwijzingen

### Wijzigingen
- ATP-toernooi van Boekarest is verplaats van september (na de US Open) naar het reguliere gravelseizoen in april. Dit was ook de nadrukkelijke wens van de organisatie. Het toernooi van Boekarest was sinds 2007 nog het enige gravelseizoen dat in september plaats vond.[1]

## Speelschema

### Legenda
| Grand Slams                 |
| Olympische Spelen           |
| ATP World Tour Finals       |
| ATP World Tour Masters 1000 |
| ATP World Tour 500          |
| ATP World Tour 250          |
| Toernooien voor teams       |

Codering
De codering voor het aantal deelnemers.
128S/128Q/64D/32X
- 128 deelnemers aan hoofdtoernooi (S)
- 128 aan het kwalificatietoernooi (Q)
- 64 koppels in het dubbelspel (D)
- 32 koppels in het gemengd dubbelspel (X)

Alle toernooien worden in principe buiten gespeeld, tenzij anders vermeld.
RR = groepswedstrijden, (i) = indoor

### Januari
| Toernooistart         | Toernooi                                                                                               | Winnaar(s)                           | Finalist(en)                             | Uitslag finale             | Details |
| --------------------- | --- | ------------------------------------ | ---------------------------------------- | -------------------------- | ------- |
| 2 januari             | Hyundai Hopman Cup Perth, Australië ITF gemengd teamcompetitie AU$ 1.000.000 - hardcourt (i) - 8 teams | Tsjechië Tomáš Berdych Petra Kvitová | Frankrijk Richard Gasquet Marion Bartoli | 2-0                        | details |
| 2 januari             | Brisbane International Brisbane, Australië ATP World Tour 250 $ 434.250 - hardcourt - 32S/32Q/16D      | Andy Murray                          | Oleksandr Dolgopolov                     | 6-1, 6-3                   | details |
| 2 januari             | Brisbane International Brisbane, Australië ATP World Tour 250 $ 434.250 - hardcourt - 32S/32Q/16D      | Maks Mirni Daniel Nestor             | Jürgen Melzer Philipp Petzschner         | 6-1, 6-2                   | details |
| 2 januari             | Aircel Chennai Open Chennai, India ATP World Tour 250 $ 398.250 - hardcourt - 28S/32Q/16D              | Milos Raonic                         | Janko Tipsarević                         | 6-7(4), 7-6(4) 7-6(4)      | details |
| 2 januari             | Aircel Chennai Open Chennai, India ATP World Tour 250 $ 398.250 - hardcourt - 28S/32Q/16D              | Leander Paes Janko Tipsarević        | Jonathan Erlich Andy Ram                 | 6-4, 6-4                   | details |
| 2 januari             | Qatar ExxonMobil Open Doha, Qatar ATP World Tour 250 $ 1.024.000 - hardcourt - 32S/32Q/16D             | Jo-Wilfried Tsonga                   | Gaël Monfils                             | 7-5, 6-3                   | details |
| 2 januari             | Qatar ExxonMobil Open Doha, Qatar ATP World Tour 250 $ 1.024.000 - hardcourt - 32S/32Q/16D             | Filip Polášek Lukáš Rosol            | Christopher Kas Philipp Kohlschreiber    | 6-3, 6-4                   | details |
| 9 januari             | Apia International Sydney, Australië ATP World Tour 250 $ 434.250 - hardcourt - 28S/32Q/16D            | Jarkko Nieminen                      | Julien Benneteau                         | 6-2, 7-5                   | details |
| 9 januari             | Apia International Sydney, Australië ATP World Tour 250 $ 434.250 - hardcourt - 28S/32Q/16D            | Bob Bryan Mike Bryan                 | Matthew Ebden Jarkko Nieminen            | 6-1, 6-4                   | details |
| 9 januari             | Heineken Open Auckland, Nieuw-Zeeland ATP World Tour 250 $ 398.250 - hardcourt - 28S/32Q/16D           | David Ferrer                         | Olivier Rochus                           | 6-3, 6-4                   | details |
| 9 januari             | Heineken Open Auckland, Nieuw-Zeeland ATP World Tour 250 $ 398.250 - hardcourt - 28S/32Q/16D           | Oliver Marach Alexander Peya         | František Čermák Filip Polášek           | 6-3, 6-2                   | details |
| 16 januari 23 januari | Australian Open Melbourne, Australië Grand Slam AU$ 11.806.550 - hardcourt 128S/128Q/64D/32X           | Novak Đoković                        | Rafael Nadal                             | 5-7, 6-4, 6-2, 6-7(5), 7-5 | details |
| 16 januari 23 januari | Australian Open Melbourne, Australië Grand Slam AU$ 11.806.550 - hardcourt 128S/128Q/64D/32X           | Leander Paes Radek Štěpánek          | Bob Bryan Mike Bryan                     | 7-6(1), 6-2                | details |
| 16 januari 23 januari | Australian Open Melbourne, Australië Grand Slam AU$ 11.806.550 - hardcourt 128S/128Q/64D/32X           | Bethanie Mattek-Sands Horia Tecău    | Jelena Vesnina Leander Paes              | 6-3, 5-7, [10-3]           | details |
| 30 januari            | Open Sud de France Montpellier, Frankrijk ATP World Tour 250 € 398.250 - hardcourt (i) - 28S/32Q/16D   | Tomáš Berdych                        | Gaël Monfils                             | 6-2, 4-6, 6-3              | details |
| 30 januari            | Open Sud de France Montpellier, Frankrijk ATP World Tour 250 € 398.250 - hardcourt (i) - 28S/32Q/16D   | Nicolas Mahut Édouard Roger-Vasselin | Paul Hanley Jamie Murray                 | 6-4, 7-6(4)                | details |
| 30 januari            | PBZ Zagreb Indoors Zagreb, Kroatië ATP World Tour 250 € 398.250 - hardcourt (i) - 32S/32Q/16D          | Michail Joezjny                      | Lukáš Lacko                              | 6-2, 6-3                   | details |
| 30 januari            | PBZ Zagreb Indoors Zagreb, Kroatië ATP World Tour 250 € 398.250 - hardcourt (i) - 32S/32Q/16D          | Marcos Baghdatis Michail Joezjny     | Ivan Dodig Mate Pavić                    | 6-2, 6-2                   | details |
| 30 januari            | VTR Open Viña del Mar, Chili ATP World Tour 250 $ 398.250 - gravel - 28S/32Q/16D                       | Juan Mónaco                          | Carlos Berlocq                           | 6-3, 6-7(1), 6-1           | details |
| 30 januari            | VTR Open Viña del Mar, Chili ATP World Tour 250 $ 398.250 - gravel - 28S/32Q/16D                       | Frederico Gil Daniel Gimeno Traver   | Pablo Andújar Carlos Berlocq             | 1-6, 7-5, [12-10]          | details |

### Februari
| Toernooistart | Toernooi | Winnaar(s)                           | Finalist(en)                         | Uitslag finale       | Details |
| ------------- | --- | ------------------------------------ | ------------------------------------ | -------------------- | ------- |
| 6 februari    | Davis Cup (1e ronde) |                                      |                                      |                      | details |
| 13 februari   | ABN AMRO World Tennis Tournament Rotterdam, Nederland ATP World Tour 500 € 1.207.000 - hardcourt (i) - 32S/32Q/16D                | Roger Federer                        | Juan Martín del Potro                | 6-1, 6-4             | details |
| 13 februari   | ABN AMRO World Tennis Tournament Rotterdam, Nederland ATP World Tour 500 € 1.207.000 - hardcourt (i) - 32S/32Q/16D                | Michaël Llodra Nenad Zimonjić        | Robert Lindstedt Horia Tecău         | 4-6, 7-5, [16-14]    | details |
| 13 februari   | Brasil Open São Paulo, Brazilië ATP World Tour 250 $ 475.300 - gravel (i) - 28S/32Q/16D                                           | Nicolás Almagro                      | Filippo Volandri                     | 6-3, 4-6, 6-4        | details |
| 13 februari   | Brasil Open São Paulo, Brazilië ATP World Tour 250 $ 475.300 - gravel (i) - 28S/32Q/16D                                           | Eric Butorac Bruno Soares            | Michal Mertiňák André Sá             | 3-6, 6-4, [10-8]     | details |
| 13 februari   | SAP Open San José, Verenigde Staten ATP World Tour 250 $ 531.000 - hardcourt (i) - 28S/32Q/16D                                    | Milos Raonic                         | Denis Istomin                        | 7-6(3), 6-2          | details |
| 13 februari   | SAP Open San José, Verenigde Staten ATP World Tour 250 $ 531.000 - hardcourt (i) - 28S/32Q/16D                                    | Mark Knowles Xavier Malisse          | Kevin Anderson Frank Moser           | 6-4, 1-6, [10-5]     | details |
| 20 februari   | Open 13 Marseille, Frankrijk ATP World Tour 250 € 512.750 - hardcourt (i) - 28S/32Q/16D                                           | Juan Martín del Potro                | Michaël Llodra                       | 6-4, 6-4             | details |
| 20 februari   | Open 13 Marseille, Frankrijk ATP World Tour 250 € 512.750 - hardcourt (i) - 28S/32Q/16D                                           | Nicolas Mahut Édouard Roger-Vasselin | Dustin Brown Jo-Wilfried Tsonga      | 3-6, 6-3, [10-6]     | details |
| 20 februari   | Regions Morgan Keegan Championships Memphis, Verenigde Staten ATP World Tour 500 $ 1.155.000 - hardcourt (i) - 32S/32Q/16D        | Jürgen Melzer                        | Milos Raonic                         | 7-5, 7-6(4)          | details |
| 20 februari   | Regions Morgan Keegan Championships Memphis, Verenigde Staten ATP World Tour 500 $ 1.155.000 - hardcourt (i) - 32S/32Q/16D        | Maks Mirni Daniel Nestor             | Ivan Dodig Marcelo Melo              | 4-6, 7-5, [10-7]     | details |
| 20 februari   | Copa Claro Buenos Aires, Argentinië ATP World Tour 250 $ 484.100 - gravel - 32S/32Q/16D                                           | David Ferrer                         | Nicolás Almagro                      | 4-6, 6-3, 6-2        | details |
| 20 februari   | Copa Claro Buenos Aires, Argentinië ATP World Tour 250 $ 484.100 - gravel - 32S/32Q/16D                                           | David Marrero Fernando Verdasco      | Michal Mertiňák André Sá             | 6-4, 6-4             | details |
| 27 februari   | Dubai Duty Free Tennis Championships Dubai, Verenigde Arabische Emiraten ATP World Tour 500 $ 1.700.485 - hardcourt - 32S/32Q/16D | Roger Federer                        | Andy Murray                          | 7-5, 6-4             | details |
| 27 februari   | Dubai Duty Free Tennis Championships Dubai, Verenigde Arabische Emiraten ATP World Tour 500 $ 1.700.485 - hardcourt - 32S/32Q/16D | Mahesh Bhupathi Rohan Bopanna        | Mariusz Fyrstenberg Marcin Matkowski | 6-4, 3-6, [10-5]     | details |
| 27 februari   | Delray Beach Int'l Tennis Championships Delray Beach, Verenigde Staten ATP World Tour 250 $ 442.500 - hardcourt - 32S/32Q/16D     | Kevin Anderson                       | Marinko Matosevic                    | 6-4, 7-6(2)          | details |
| 27 februari   | Delray Beach Int'l Tennis Championships Delray Beach, Verenigde Staten ATP World Tour 250 $ 442.500 - hardcourt - 32S/32Q/16D     | Colin Fleming Ross Hutchins          | Michal Mertiňák André Sá             | 2-6, 7-6(5), [15-13] | details |
| 27 februari   | Abierto Mexicano Telcel Acapulco, Mexico ATP World Tour 500 $ 1.155.000 - gravel - 32S/32Q/16D                                    | David Ferrer                         | Fernando Verdasco                    | 6-1, 6-2             | details |
| 27 februari   | Abierto Mexicano Telcel Acapulco, Mexico ATP World Tour 500 $ 1.155.000 - gravel - 32S/32Q/16D                                    | David Marrero Fernando Verdasco      | Marcel Granollers Marc López         | 6-3, 6-4             | details |

### Maart
| Toernooistart     | Toernooi | Winnaar(s)                  | Finalist(en)             | Uitslag finale   | Details |
| ----------------- | --- | --------------------------- | ------------------------ | ---------------- | ------- |
| 5 maart 12 maart  | BNP Paribas Open Indian Wells, Verenigde Staten ATP World Tour Masters 1000 $ 4.694.969 - hardcourt - 96S/48Q/32D | Roger Federer               | John Isner               | 7-6(7), 6-3      | details |
| 5 maart 12 maart  | BNP Paribas Open Indian Wells, Verenigde Staten ATP World Tour Masters 1000 $ 4.694.969 - hardcourt - 96S/48Q/32D | Marc López Rafael Nadal     | John Isner Sam Querrey   | 6-2, 7-6(7)      | details |
| 19 maart 26 maart | Sony Ericsson Open Miami, Verenigde Staten ATP World Tour Masters 1000 $ 3.973.050 - hardcourt - 96S/48Q/32D      | Novak Đoković               | Andy Murray              | 6-1, 7-6(4)      | details |
| 19 maart 26 maart | Sony Ericsson Open Miami, Verenigde Staten ATP World Tour Masters 1000 $ 3.973.050 - hardcourt - 96S/48Q/32D      | Leander Paes Radek Štěpánek | Maks Mirni Daniel Nestor | 3-6, 6-1, [10-8] | details |

### April
| Toernooistart | Toernooi | Winnaar(s)                             | Finalist(en)                      | Uitslag finale   | Details |
| ------------- | --- | -------------------------------------- | --------------------------------- | ---------------- | ------- |
| 2 april       | Davis Cup (kwartfinales) |                                        |                                   |                  | details |
| 9 april       | Grand Prix Hassan II Casablanca, Marokko ATP World Tour 250 € 398.250 - gravel - 28S/32Q/16D                                      | Pablo Andújar                          | Albert Ramos                      | 6-1, 7-6(5)      | details |
| 9 april       | Grand Prix Hassan II Casablanca, Marokko ATP World Tour 250 € 398.250 - gravel - 28S/32Q/16D                                      | Dustin Brown Paul Hanley               | Daniele Bracciali Fabio Fognini   | 7-5, 6-3         | details |
| 9 april       | U.S. Men's Clay Court Championships Houston, Verenigde Staten ATP World Tour 250 $ 442.500 - gravel (kastanjebruin) - 28S/32Q/16D | Juan Mónaco                            | John Isner                        | 6-2, 3-6, 6-3    | details |
| 9 april       | U.S. Men's Clay Court Championships Houston, Verenigde Staten ATP World Tour 250 $ 442.500 - gravel (kastanjebruin) - 28S/32Q/16D | James Blake Sam Querrey                | Treat Huey Dominic Inglot         | 7-6(14), 6-4     | details |
| 16 april      | Monte-Carlo Rolex Masters Monte Carlo, Monaco ATP World Tour Masters 1000 € 2.427.975 - gravel - 56S/28Q/24D                      | Rafael Nadal                           | Novak Đoković                     | 6-3, 6-1         | details |
| 16 april      | Monte-Carlo Rolex Masters Monte Carlo, Monaco ATP World Tour Masters 1000 € 2.427.975 - gravel - 56S/28Q/24D                      | Bob Bryan Mike Bryan                   | Maks Mirni Daniel Nestor          | 6-2, 6-3         | details |
| 23 april      | Barcelona Open Banco Sabadell Barcelona, Spanje ATP World Tour 500 € 1.627.500 - gravel - 56S/28Q/24D                             | Rafael Nadal                           | David Ferrer                      | 7-6(1), 7-5      | details |
| 23 april      | Barcelona Open Banco Sabadell Barcelona, Spanje ATP World Tour 500 € 1.627.500 - gravel - 56S/28Q/24D                             | Marcin Matkowski Mariusz Fyrstenberg   | Marcel Granollers Marc López      | 2-6, 7-6, [10-8] | details |
| 23 april      | BRD Năstase Țiriac Trophy Boekarest, Roemenië ATP World Tour 250 € 368.450 - gravel - 32S/32Q/16D                                 | Gilles Simon                           | Fabio Fognini                     | 6-4, 6-3         | details |
| 23 april      | BRD Năstase Țiriac Trophy Boekarest, Roemenië ATP World Tour 250 € 368.450 - gravel - 32S/32Q/16D                                 | Horia Tecău Robert Lindstedt           | Jérémy Chardy Łukasz Kubot        | 7-6(2), 6-3      | details |
| 30 april      | BMW Open München, Duitsland ATP World Tour 250 € 398.250 - gravel - 28S/32Q/16D                                                   | Philipp Kohlschreiber                  | Marin Čilić                       | 7-6(8), 6-3      | details |
| 30 april      | BMW Open München, Duitsland ATP World Tour 250 € 398.250 - gravel - 28S/32Q/16D                                                   | Filip Polášek František Čermák         | Xavier Malisse Dick Norman        | 6-4, 7-5         | details |
| 30 april      | Estoril Open Estoril, Portugal ATP World Tour 250 € 398.250 - gravel - 28S/32Q/16D                                                | Juan Martín del Potro                  | Richard Gasquet                   | 6-4, 6-2         | details |
| 30 april      | Estoril Open Estoril, Portugal ATP World Tour 250 € 398.250 - gravel - 28S/32Q/16D                                                | Jean-Julien Rojer Aisam-ul-Haq Qureshi | Julian Knowle David Marrero       | 7-5, 7-5         | details |
| 30 april      | Serbia Open Belgrado, Servië ATP World Tour 250 € 366.950 - gravel - 32S/32Q/16D                                                  | Andreas Seppi                          | Benoît Paire                      | 6-3, 6-2         | details |
| 30 april      | Serbia Open Belgrado, Servië ATP World Tour 250 € 366.950 - gravel - 32S/32Q/16D                                                  | Jonathan Erlich Andy Ram               | Martin Emmrich Andreas Siljeström | 4-6, 6-2, [10-6] | details |

### Mei
| Toernooistart | Toernooi | Winnaar(s)                           | Finalist(en)                           | Uitslag finale     | Details |
| ------------- | --- | ------------------------------------ | -------------------------------------- | ------------------ | ------- |
| 6 mei         | Mutua Madrileña Madrid Open Madrid, Spanje ATP World Tour Masters 1000 € 3.090.150 - gravel - 56S/28Q/24D      | Roger Federer                        | Tomáš Berdych                          | 3-6, 7-5, 7-5      | details |
| 6 mei         | Mutua Madrileña Madrid Open Madrid, Spanje ATP World Tour Masters 1000 € 3.090.150 - gravel - 56S/28Q/24D      | Mariusz Fyrstenberg Marcin Matkowski | Robert Lindstedt Horia Tecău           | 6-3, 6-4           | details |
| 13 mei        | Internazionali BNL d'Italia Rome, Italië ATP World Tour Masters 1000 € 2.427.975 - gravel - 56S/28Q/24D        | Rafael Nadal                         | Novak Đoković                          | 7-5, 6-3           | details |
| 13 mei        | Internazionali BNL d'Italia Rome, Italië ATP World Tour Masters 1000 € 2.427.975 - gravel - 56S/28Q/24D        | Marcel Granollers Marc López         | Łukasz Kubot Janko Tipsarević          | 6-3, 6-2           | details |
| 20 mei        | Power Horse World Team Cup Düsseldorf, Duitsland ATP World Team Championship € 800.000 - gravel - 8 teams (RR) | Servië                               | Tsjechië                               | 3-0                | details |
| 20 mei        | Open de Nice Côte d’Azur Nice, Frankrijk ATP World Tour 250 € 398.250 - gravel - 28S/32Q/16D                   | Nicolás Almagro                      | Brian Baker                            | 6-3, 6-2           | details |
| 20 mei        | Open de Nice Côte d’Azur Nice, Frankrijk ATP World Tour 250 € 398.250 - gravel - 28S/32Q/16D                   | Bob Bryan Mike Bryan                 | Oliver Marach Filip Polášek            | 7-6(5), 6-3        | details |
| 27 mei 4 juni | Roland Garros Parijs, Frankrijk Grand Slam € 7.884.000 - gravel 128S/128Q/64D/32X                              | Rafael Nadal                         | Novak Đoković                          | 6-4, 6-3, 2-6, 7-5 | details |
| 27 mei 4 juni | Roland Garros Parijs, Frankrijk Grand Slam € 7.884.000 - gravel 128S/128Q/64D/32X                              | Maks Mirni Daniel Nestor             | Bob Bryan Mike Bryan                   | 6-4, 6-4           | details |
| 27 mei 4 juni | Roland Garros Parijs, Frankrijk Grand Slam € 7.884.000 - gravel 128S/128Q/64D/32X                              | Sania Mirza Mahesh Bhupathi          | Klaudia Jans-Ignacik Santiago González | 7-6(3), 6-1        | details |

### Juni
| Toernooistart  | Toernooi                                                                                              | Winnaar(s)                             | Finalist(en)                           | Uitslag finale                 | Details |
| -------------- | --- | -------------------------------------- | -------------------------------------- | ------------------------------ | ------- |
| 11 juni        | AEGON Championships Londen, Verenigd Koninkrijk ATP World Tour 250 € 625.300 - gras - 56S/32Q/24D     | Marin Čilić                            | David Nalbandian                       | 6-7(3), 4-3, diskw. Nalbandian | details |
| 11 juni        | AEGON Championships Londen, Verenigd Koninkrijk ATP World Tour 250 € 625.300 - gras - 56S/32Q/24D     | Maks Mirni Daniel Nestor               | Bob Bryan Mike Bryan                   | 6-3, 6-4                       | details |
| 11 juni        | Gerry Weber Open Halle, Duitsland ATP World Tour 250 € 663.750 - gras - 32S/32Q/16D                   | Tommy Haas                             | Roger Federer                          | 7-6(5), 6-4                    | details |
| 11 juni        | Gerry Weber Open Halle, Duitsland ATP World Tour 250 € 663.750 - gras - 32S/32Q/16D                   | Aisam-ul-Haq Qureshi Jean-Julien Rojer | Treat Huey Scott Lipsky                | 6-3, 6-4                       | details |
| 18 juni        | Unicef Open Rosmalen, Nederland ATP World Tour 250 € 398.250 - gras - 32S/32Q/16D                     | David Ferrer                           | Philipp Petzschner                     | 6-3, 6-4                       | details |
| 18 juni        | Unicef Open Rosmalen, Nederland ATP World Tour 250 € 398.250 - gras - 32S/32Q/16D                     | Robert Lindstedt Horia Tecău           | Juan Sebastián Cabal Dmitri Toersoenov | 6-3, 7-6(1)                    | details |
| 18 juni        | AEGON International Eastbourne, Verenigd Koninkrijk ATP World Tour 250 € 403.950 - gras - 32S/23Q/16D | Andy Roddick                           | Andreas Seppi                          | 6-3, 6-2                       | details |
| 18 juni        | AEGON International Eastbourne, Verenigd Koninkrijk ATP World Tour 250 € 403.950 - gras - 32S/23Q/16D | Colin Fleming Ross Hutchins            | Jamie Delgado Ken Skupski              | 6-4, 6-3                       | details |
| 25 juni 2 juli | Wimbledon Londen, Verenigd Koninkrijk Grand Slam £ 6.631.000 - gras 128S/128Q/64D/16Q/48X             | Roger Federer                          | Andy Murray                            | 4-6, 7-5, 6-3, 6-4             | details |
| 25 juni 2 juli | Wimbledon Londen, Verenigd Koninkrijk Grand Slam £ 6.631.000 - gras 128S/128Q/64D/16Q/48X             | Jonathan Marray Frederik Nielsen       | Robert Lindstedt Horia Tecău           | 4-6, 6-4, 7-6(5), 6-7(5), 6-3  | details |
| 25 juni 2 juli | Wimbledon Londen, Verenigd Koninkrijk Grand Slam £ 6.631.000 - gras 128S/128Q/64D/16Q/48X             | Lisa Raymond Mike Bryan                | Leander Paes Jelena Vesnina            | 6-3, 5-7, 6-4                  | details |

### Juli
| Toernooistart | Toernooi | Winnaar(s)                      | Finalist(en)                                   | Uitslag finale         | Details |
| ------------- | --- | ------------------------------- | ---------------------------------------------- | ---------------------- | ------- |
| 9 juli        | Campbell's Hall of Fame Tennis Champs Newport, Verenigde Staten ATP World Tour 250 $ 398.250 - gras - 28S/32Q/16D     | John Isner                      | Lleyton Hewitt                                 | 7-6(1), 6-4            | details |
| 9 juli        | Campbell's Hall of Fame Tennis Champs Newport, Verenigde Staten ATP World Tour 250 $ 398.250 - gras - 28S/32Q/16D     | Santiago González Scott Lipsky  | Colin Fleming Ross Hutchins                    | 7-6(3), 6-3            | details |
| 9 juli        | SkiStar Swedish Open Båstad, Zweden ATP World Tour 250 € 358.425 - gravel - 28S/32Q/16D                               | David Ferrer                    | Nicolás Almagro                                | 6-2, 6-2               | details |
| 9 juli        | SkiStar Swedish Open Båstad, Zweden ATP World Tour 250 € 358.425 - gravel - 28S/32Q/16D                               | Robert Lindstedt Horia Tecău    | Alexander Peya Bruno Soares                    | 6-3, 7-6(5)            | details |
| 9 juli        | MercedesCup Stuttgart, Duitsland ATP World Tour 250 € 358.425 - gravel - 28S/32Q/16D                                  | Janko Tipsarević                | Juan Mónaco                                    | 6-4, 5-7, 6-3          | details |
| 9 juli        | MercedesCup Stuttgart, Duitsland ATP World Tour 250 € 358.425 - gravel - 28S/32Q/16D                                  | Jérémy Chardy Łukasz Kubot      | Michal Mertiňák André Sá                       | 6-1, 6-3               | details |
| 9 juli        | ATP Studena Croatia Open Umag Umag, Kroatië ATP World Tour 250 € 358.425 - gravel - 28S/32Q/16D                       | Marin Čilić                     | Marcel Granollers                              | 6-4, 6-2               | details |
| 9 juli        | ATP Studena Croatia Open Umag Umag, Kroatië ATP World Tour 250 € 358.425 - gravel - 28S/32Q/16D                       | David Marrero Fernando Verdasco | Marcel Granollers Marc López                   | 6-3, 7-6(4)            | details |
| 16 juli       | Atlanta Tennis Championships Atlanta, Verenigde Staten ATP World Tour 250 $ 477.900 - hardcourt - 28S/32Q/16D         | Andy Roddick                    | Gilles Müller                                  | 1-6, 7-6(2), 6-2       | details |
| 16 juli       | Atlanta Tennis Championships Atlanta, Verenigde Staten ATP World Tour 250 $ 477.900 - hardcourt - 28S/32Q/16D         | Matthew Ebden Ryan Harrison     | Xavier Malisse Michael Russell                 | 6-3, 3-6, [10-6]       | details |
| 16 juli       | bet-at-home Open - German Tennis Championships Hamburg, Duitsland ATP World Tour 500 € 900.000 - gravel - 32S/24Q/16D | Juan Mónaco                     | Tommy Haas                                     | 7-5, 6-4               | details |
| 16 juli       | bet-at-home Open - German Tennis Championships Hamburg, Duitsland ATP World Tour 500 € 900.000 - gravel - 32S/24Q/16D | David Marrero Fernando Verdasco | Rogério Dutra da Silva Daniel Muñoz de la Nava | 6-4, 6-3               | details |
| 16 juli       | Crédit Agricole Suisse Open Gstaad Gstaad, Zwitserland ATP World Tour 250 € 358.425 - gravel - 28S/22Q/16D            | Thomaz Bellucci                 | Janko Tipsarević                               | 6-7(6), 6-4, 6-2       | details |
| 16 juli       | Crédit Agricole Suisse Open Gstaad Gstaad, Zwitserland ATP World Tour 250 € 358.425 - gravel - 28S/22Q/16D            | Marcel Granollers Marc López    | Robert Farah Maksoud Santiago Giraldo          | 6-4, 7-6(9)            | details |
| 23 juli       | Farmers Classic Los Angeles, Verenigde Staten ATP World Tour 250 $ 557.550 - hardcourt - 28S/32Q/16D                  | Sam Querrey                     | Ričardas Berankis                              | 6-0, 6-2               | details |
| 23 juli       | Farmers Classic Los Angeles, Verenigde Staten ATP World Tour 250 $ 557.550 - hardcourt - 28S/32Q/16D                  | Ruben Bemelmans Xavier Malisse  | Jamie Delgado Ken Skupski                      | 7-6(5), 4-6, [10-7]    | details |
| 23 juli       | bet-at-home Cup Kitzbühel Kitzbühel, Oostenrijk ATP World Tour 250 € 358.425 - gravel - 28S/16D                       | Robin Haase                     | Philipp Kohlschreiber                          | 6-7(2), 6-3, 6-2       | details |
| 23 juli       | bet-at-home Cup Kitzbühel Kitzbühel, Oostenrijk ATP World Tour 250 € 358.425 - gravel - 28S/16D                       | František Čermák Julian Knowle  | Dustin Brown Paul Hanley                       | 7-6(4), 3-6, [12-10]   | details |
| 30 juli       | Olympische Spelen 2012 Londen, Verenigd Koninkrijk Olympische Spelen gras - 64S/32D/16X                               | Andy Murray                     | Roger Federer                                  | 6-2, 6-1, 6-4          | details |
| 30 juli       | Olympische Spelen 2012 Londen, Verenigd Koninkrijk Olympische Spelen gras - 64S/32D/16X                               | Bob Bryan Mike Bryan            | Michaël Llodra Jo-Wilfried Tsonga              | 7-6(4), 6-2            | details |
| 30 juli       | Olympische Spelen 2012 Londen, Verenigd Koninkrijk Olympische Spelen gras - 64S/32D/16X                               | Viktoryja Azarenka Maks Mirni   | Laura Robson Andy Murray                       | 2-6, 6-3, [10-8]       | details |
| 30 juli       | Legg Mason Tennis Classic Washington, Verenigde Staten ATP World Tour 500 $ 1.049.760 - hardcourt - 48S/24Q/16D       | Oleksandr Dolgopolov            | Tommy Haas                                     | 6-7(7), 6-4, 6-1       | details |
| 30 juli       | Legg Mason Tennis Classic Washington, Verenigde Staten ATP World Tour 500 $ 1.049.760 - hardcourt - 48S/24Q/16D       | Treat Huey Dominic Inglot       | Kevin Anderson Sam Querrey                     | 7-6(7), 6-7(9), [10-5] | details |

### Augustus
| Toernooistart           | Toernooi | Winnaar(s)                       | Finalist(en)                   | Uitslag finale              | Details |
| ----------------------- | --- | -------------------------------- | ------------------------------ | --------------------------- | ------- |
| 6 augustus              | Rogers Masters Toronto, Canada ATP World Tour Masters 1000 $ 2.648.700 - hardcourt - 48S/28Q/24D                       | Novak Đoković                    | Richard Gasquet                | 6-3, 6-2                    | details |
| 6 augustus              | Rogers Masters Toronto, Canada ATP World Tour Masters 1000 $ 2.648.700 - hardcourt - 48S/28Q/24D                       | Bob Bryan Mike Bryan             | Marcel Granollers Marc López   | 6-1, 4-6, [12-10]           | details |
| 13 augustus             | Western & Southern Open Cincinnati, Verenigde Staten ATP World Tour Masters 1000 $ 2.825.280 - hardcourt - 56S/28Q/24D | Roger Federer                    | Novak Đoković                  | 6-0, 7-6(4)                 | details |
| 13 augustus             | Western & Southern Open Cincinnati, Verenigde Staten ATP World Tour Masters 1000 $ 2.825.280 - hardcourt - 56S/28Q/24D | Robert Lindstedt Horia Tecău     | Mahesh Bhupathi Rohan Bopanna  | 6-4, 6-4                    | details |
| 20 augustus             | Winston-Salem Open Winston-Salem, Verenigde Staten ATP World Tour 250 $ 553.125 - hardcourt - 48S/32Q/16D              | John Isner                       | Tomáš Berdych                  | 3-6, 6-4, 7-6(9)            | details |
| 20 augustus             | Winston-Salem Open Winston-Salem, Verenigde Staten ATP World Tour 250 $ 553.125 - hardcourt - 48S/32Q/16D              | Santiago González Scott Lipsky   | Pablo Andújar Leonardo Mayer   | 6-3, 4-6, [10-2]            | details |
| 27 augustus 3 september | US Open New York, Verenigde Staten Grand Slam $ 10.768.000 - hardcourt 128S/128Q/64D/32X                               | Andy Murray                      | Novak Đoković                  | 7-6(10), 7-5, 2-6, 3-6, 6-2 | details |
| 27 augustus 3 september | US Open New York, Verenigde Staten Grand Slam $ 10.768.000 - hardcourt 128S/128Q/64D/32X                               | Bob Bryan Mike Bryan             | Leander Paes Radek Štěpánek    | 6-3, 6-4                    | details |
| 27 augustus 3 september | US Open New York, Verenigde Staten Grand Slam $ 10.768.000 - hardcourt 128S/128Q/64D/32X                               | Jekaterina Makarova Bruno Soares | Květa Peschke Marcin Matkowski | 6-7(8), 6-1, [12-10]        | details |

### September
| Toernooistart | Toernooi                                                                                                | Winnaar(s)                           | Finalist(en)                     | Uitslag finale   | Details |
| ------------- | --- | ------------------------------------ | -------------------------------- | ---------------- | ------- |
| 10 september  | Davis Cup (halve finales)                                                                               |                                      |                                  |                  | details |
| 17 september  | Open de Moselle Metz, Frankrijk ATP World Tour 250 € 398.250 - hardcourt (i) - 28S/32Q/16D              | Jo-Wilfried Tsonga                   | Andreas Seppi                    | 6-1, 6-2         | details |
| 17 september  | Open de Moselle Metz, Frankrijk ATP World Tour 250 € 398.250 - hardcourt (i) - 28S/32Q/16D              | Nicolas Mahut Édouard Roger-Vasselin | Johan Brunström Frederik Nielsen | 7-6(3), 6-4      | details |
| 17 september  | St. Petersburg Open Sint-Petersburg, Rusland ATP World Tour 250 $ 410.850 - hardcourt (i) - 32S/32Q/16D | Martin Kližan                        | Fabio Fognini                    | 6-2, 6-3         | details |
| 17 september  | St. Petersburg Open Sint-Petersburg, Rusland ATP World Tour 250 $ 410.850 - hardcourt (i) - 32S/32Q/16D | Rajeev Ram Nenad Zimonjić            | Lukáš Lacko Igor Zelenay         | 6-3, 4-6, [10-6] | details |
| 24 september  | PTT Thailand Open Bangkok, Thailand ATP World Tour 250 $ 551.000 - hardcourt (i) - 28S/32Q/16D          | Richard Gasquet                      | Gilles Simon                     | 6-2, 6-1         | details |
| 24 september  | PTT Thailand Open Bangkok, Thailand ATP World Tour 250 $ 551.000 - hardcourt (i) - 28S/32Q/16D          | Lu Yen-Hsun Danai Udomchoke          | Eric Butorac Paul Hanley         | 6-3, 6-4         | details |
| 24 september  | Malaysian Open Kuala Lumpur, Maleisië ATP World Tour 250 $ 850.000 - hardcourt (i) - 28S/16Q/16D        | Juan Mónaco                          | Julien Benneteau                 | 7-5, 4-6, 6-3    | details |
| 24 september  | Malaysian Open Kuala Lumpur, Maleisië ATP World Tour 250 $ 850.000 - hardcourt (i) - 28S/16Q/16D        | Alexander Peya Bruno Soares          | Colin Fleming Ross Hutchins      | 5-7, 7-5, [10-7] | details |

### Oktober
| Toernooistart | Toernooi | Winnaar(s)                       | Finalist(en)                           | Uitslag finale      | Details |
| ------------- | --- | -------------------------------- | -------------------------------------- | ------------------- | ------- |
| 1 oktober     | China Open Peking, China ATP World Tour 500 $ 2.205.000 - hardcourt - 32S/16Q/16D                             | Novak Đoković                    | Jo-Wilfried Tsonga                     | 7-6(4), 6-3         | details |
| 1 oktober     | China Open Peking, China ATP World Tour 500 $ 2.205.000 - hardcourt - 32S/16Q/16D                             | Bob Bryan Mike Bryan             | Carlos Berlocq Denis Istomin           | 6-3, 6-2            | details |
| 1 oktober     | Rakuten Japan Open Tennis Championships Tokio, Japan ATP World Tour 500 $ 1.280.565 - hardcourt - 32S/16Q/16D | Kei Nishikori                    | Milos Raonic                           | 7-6(5), 3-6, 6-0    | details |
| 1 oktober     | Rakuten Japan Open Tennis Championships Tokio, Japan ATP World Tour 500 $ 1.280.565 - hardcourt - 32S/16Q/16D | Alexander Peya Bruno Soares      | Leander Paes Radek Štěpánek            | 6-3, 7-6(5)         | details |
| 8 oktober     | Shanghai Rolex Masters Shanghai, China ATP World Tour Masters 1000 $ 3.531.600 - hardcourt - 56S/28Q/24D      | Novak Đoković                    | Andy Murray                            | 5-7, 7-6(11), 6-3   | details |
| 8 oktober     | Shanghai Rolex Masters Shanghai, China ATP World Tour Masters 1000 $ 3.531.600 - hardcourt - 56S/28Q/24D      | Leander Paes Radek Štěpánek      | Mahesh Bhupathi Rohan Bopanna          | 6-7(7), 6-3, [10-5] | details |
| 15 oktober    | If Stockholm Open Stockholm, Zweden ATP World Tour 250 € 486.750 - hardcourt (i) - 28S/32Q/16D                | Tomáš Berdych                    | Jo-Wilfried Tsonga                     | 4-6, 6-4, 6-4       | details |
| 15 oktober    | If Stockholm Open Stockholm, Zweden ATP World Tour 250 € 486.750 - hardcourt (i) - 28S/32Q/16D                | Marcelo Melo Bruno Soares        | Robert Lindstedt Nenad Zimonjić        | 6-7(4), 7-5, [10-6] | details |
| 15 oktober    | Kremlin Cup Moskou, Rusland ATP World Tour 250 $ 673.150 - hardcourt (i) - 28S/32Q/16D                        | Andreas Seppi                    | Thomaz Bellucci                        | 3-6, 7-6(3), 6-3    | details |
| 15 oktober    | Kremlin Cup Moskou, Rusland ATP World Tour 250 $ 673.150 - hardcourt (i) - 28S/32Q/16D                        | František Čermák Michal Mertiňák | Simone Bolelli Daniele Bracciali       | 7-5, 6-3            | details |
| 15 oktober    | Erste Bank Open Wenen, Oostenrijk ATP World Tour 250 € 486.750 - hardcourt (i) - 28S/32Q/16D                  | Juan Martín del Potro            | Grega Žemlja                           | 7-5, 6-3            | details |
| 15 oktober    | Erste Bank Open Wenen, Oostenrijk ATP World Tour 250 € 486.750 - hardcourt (i) - 28S/32Q/16D                  | Andre Begemann Martin Emmrich    | Julian Knowle Filip Polášek            | 6-4, 3-6, [10-4]    | details |
| 22 oktober    | Valencia Open 500 Valencia, Spanje ATP World Tour 500 € 1.424.850 - hardcourt (i) - 32S/32Q/16D               | David Ferrer                     | Oleksandr Dolgopolov                   | 6-1, 3-6, 6-4       | details |
| 22 oktober    | Valencia Open 500 Valencia, Spanje ATP World Tour 500 € 1.424.850 - hardcourt (i) - 32S/32Q/16D               | Alexander Peya Bruno Soares      | David Marrero Fernando Verdasco        | 6-3, 6-2            | details |
| 22 oktober    | Swiss Indoors Basel Bazel, Zwitserland ATP World Tour 500 € 1.404.300 - hardcourt (i) - 32S/32Q/16D           | Juan Martín del Potro            | Roger Federer                          | 6-4, 6-7(5), 7-6(3) | details |
| 22 oktober    | Swiss Indoors Basel Bazel, Zwitserland ATP World Tour 500 € 1.404.300 - hardcourt (i) - 32S/32Q/16D           | Daniel Nestor Nenad Zimonjić     | Treat Huey Dominic Inglot              | 7-5, 6-7(4), [10-5] | details |
| 29 oktober    | BNP Paribas Masters Parijs, Frankrijk ATP World Tour Masters 1000 € 2.427.975 - hardcourt (i) - 48S/24Q/24D   | David Ferrer                     | Jerzy Janowicz                         | 6-4, 6-3            | details |
| 29 oktober    | BNP Paribas Masters Parijs, Frankrijk ATP World Tour Masters 1000 € 2.427.975 - hardcourt (i) - 48S/24Q/24D   | Mahesh Bhupathi Rohan Bopanna    | Aisam-ul-Haq Qureshi Jean-Julien Rojer | 7-6(6), 6-3         | details |

### November
| Toernooistart | Toernooi | Winnaar(s)                   | Finalist(en)                  | Uitslag finale   | Details       |
| ------------- | --- | ---------------------------- | ----------------------------- | ---------------- | ------------- |
| 5 november    | Barclay ATP World Tour Finals Londen, Verenigd Koninkrijk ATP World Tour Finals £ 5.500.000 - hardcourt (i) - 8S/8D (RR) | Novak Đoković                | Roger Federer                 | 7-6(6), 7-5      | details       |
| 5 november    | Barclay ATP World Tour Finals Londen, Verenigd Koninkrijk ATP World Tour Finals £ 5.500.000 - hardcourt (i) - 8S/8D (RR) | Marcel Granollers Marc López | Mahesh Bhupathi Rohan Bopanna | 7-5, 3-6, [10-3] | details       |
| 12 november   | Davis Cup (finale) | Tsjechië                     | Spanje                        | 3-2              | details       |
| 19 november   | Geen toernooi | Geen toernooi                | Geen toernooi                 | Geen toernooi    | Geen toernooi |
| 26 november   | Geen toernooi | Geen toernooi                | Geen toernooi                 | Geen toernooi    | Geen toernooi |

### December
Geen toernooien

## Overzicht ondergronden
| Januari                  | Januari | Januari | Januari | Februari | Februari | Februari | Februari | Maart | Maart | Maart | Maart | Maart | April | April | April | April | Mei | Mei | Mei | Mei | Mei | Juni | Juni | Juni | Juni | Juli | Juli | Juli | Juli | Augustus | Augustus | Augustus | Augustus | Augustus | September | September | September | September | Oktober | Oktober | Oktober | Oktober | November | November | November | November | November | December | December | December | December |
| ↓ Hardcourt (28 weken) ↓ |         |         |         |          |          |          |          |       |       |       |       |       |       |       |       |       |     |     |     |     |     |      |      |      |      |      |      |      |      |          |          |          |          |          |           |           |           |           |         |         |         |         |          |          |          |          |          |          |          |          |          |
|                          |         |         |         |          |          |          |          |       |       |       |       |       |       |       |       |       |     |     |     |     |     |      |      |      |      |      |      |      |      |          |          |          |          |          |           |           |           |           |         |         |         |         |          |          |          |          |          |          |          |          |          |
| ↓ Gravel (16 weken) ↓    |         |         |         |          |          |          |          |       |       |       |       |       |       |       |       |       |     |     |     |     |     |      |      |      |      |      |      |      |      |          |          |          |          |          |           |           |           |           |         |         |         |         |          |          |          |          |          |          |          |          |          |
|                          |         |         |         |          |          |          |          |       |       |       |       |       |       |       |       |       |     |     |     |     |     |      |      |      |      |      |      |      |      |          |          |          |          |          |           |           |           |           |         |         |         |         |          |          |          |          |          |          |          |          |          |
| ↓ Gras (6 weken) ↓       |         |         |         |          |          |          |          |       |       |       |       |       |       |       |       |       |     |     |     |     |     |      |      |      |      |      |      |      |      |          |          |          |          |          |           |           |           |           |         |         |         |         |          |          |          |          |          |          |          |          |          |
|                          |         |         |         |          |          |          |          |       |       |       |       |       |       |       |       |       |     |     |     |     |     |      |      |      |      |      |      |      |      |          |          |          |          |          |           |           |           |           |         |         |         |         |          |          |          |          |          |          |          |          |          |

|  | = Grandslamtoernooi |  | = Davis Cup (ondergrond bepaald door thuisspelend land) |

## Statistieken toernooien

### Toernooien per ondergrond
| Ondergrond   | Aantal | Buiten/binnen | Aantal |
| ------------ | ------ | ------------- | ------ |
| Hardcourt    | 38     | Buiten        | 20     |
| Hardcourt    | 38     | Binnen        | 18     |
| Gravel       | 23     | Buiten        | 22     |
| Gravel       | 23     | Binnen        | 1      |
| Gras         | 7      | Buiten        | 7      |
| Tapijt       | 0      | Binnen        | 0      |
| Verschillend | 1      | Verschillend  | 1      |
| Totaal       | 69     |               |        |

### Toernooien per continent
| Continent     | Aantal |
| ------------- | ------ |
| Europa        | 36     |
| Noord-Amerika | 15     |
| Azië          | 8      |
| Oceanië       | 5      |
| Zuid-Amerika  | 3      |
| Afrika        | 1      |
| Verschillend  | 1      |
| Totaal        | 69     |

### Toernooien per land
| Aantal | Land |
| ------ | --- |
| 13     | Verenigde Staten |
| 6      | Frankrijk |
| 5      | Duitsland, Verenigd Koninkrijk |
| 4      | Australië |
| 3      | Spanje |
| 2      | China, Kroatië, Nederland, Oostenrijk, Rusland, Zweden, Zwitserland |
| 1      | Argentinië, Brazilië, Canada, Chili, India, Italië, Japan, Maleisië, Mexico, Monaco, Marokko, Nieuw-Zeeland, Portugal, Qatar, Roemenië, Servië, Thailand, Verenigde Arabische Emiraten |

## Ranking

### Enkelspel

#### Begin van het seizoen
| Association of Tennis Professionals (ATP) Top 20 herenenkel per 28 november 2011 | Association of Tennis Professionals (ATP) Top 20 herenenkel per 28 november 2011 | Association of Tennis Professionals (ATP) Top 20 herenenkel per 28 november 2011 | Association of Tennis Professionals (ATP) Top 20 herenenkel per 28 november 2011 | Association of Tennis Professionals (ATP) Top 20 herenenkel per 28 november 2011 |
| #                                                                                | Speler                                                                           | Punten                                                                           | Verandering                                                                      |                                                                                  |
| -------------------------------------------------------------------------------- | -------------------------------------------------------------------------------- | -------------------------------------------------------------------------------- | -------------------------------------------------------------------------------- | -------------------------------------------------------------------------------- |
| 1                                                                                | Novak Đoković                                                                    | 13.675                                                                           | Stabiel                                                                          |                                                                                  |
| 2                                                                                | Rafael Nadal                                                                     | 9.575                                                                            | Stabiel                                                                          |                                                                                  |
| 3                                                                                | Roger Federer                                                                    | 8.170                                                                            | Stabiel                                                                          |                                                                                  |
| 4                                                                                | Andy Murray                                                                      | 7.380                                                                            | Stabiel                                                                          |                                                                                  |
| 5                                                                                | David Ferrer                                                                     | 4.880                                                                            | Stabiel                                                                          |                                                                                  |
| 6                                                                                | Jo-Wilfried Tsonga                                                               | 4.335                                                                            | Stabiel                                                                          |                                                                                  |
| 7                                                                                | Tomáš Berdych                                                                    | 3.700                                                                            | Stabiel                                                                          |                                                                                  |
| 8                                                                                | Mardy Fish                                                                       | 2.965                                                                            | Stabiel                                                                          |                                                                                  |
| 9                                                                                | Janko Tipsarević                                                                 | 2.595                                                                            | Stabiel                                                                          |                                                                                  |
| 10                                                                               | Nicolás Almagro                                                                  | 2.380                                                                            | Stabiel                                                                          |                                                                                  |
| 11                                                                               | Juan Martín del Potro                                                            | 2.315                                                                            | Stabiel                                                                          |                                                                                  |
| 12                                                                               | Gilles Simon                                                                     | 2.165                                                                            | Stabiel                                                                          |                                                                                  |
| 13                                                                               | Robin Söderling                                                                  | 2.120                                                                            | Stabiel                                                                          |                                                                                  |
| 14                                                                               | Andy Roddick                                                                     | 1.940                                                                            | Stabiel                                                                          |                                                                                  |
| 15                                                                               | Gaël Monfils                                                                     | 1.935                                                                            | Stabiel                                                                          |                                                                                  |
| 16                                                                               | Oleksandr Dolgopolov                                                             | 1.925                                                                            | Stabiel                                                                          |                                                                                  |
| 17                                                                               | Stanislas Wawrinka                                                               | 1.820                                                                            | Stabiel                                                                          |                                                                                  |
| 18                                                                               | John Isner                                                                       | 1.800                                                                            | Stabiel                                                                          |                                                                                  |
| 19                                                                               | Richard Gasquet                                                                  | 1.765                                                                            | Stabiel                                                                          |                                                                                  |
| 20                                                                               | Feliciano López                                                                  | 1.755                                                                            | Stabiel                                                                          |                                                                                  |

#### Eind van het seizoen
| Association of Tennis Professionals (ATP) Top 20 herenenkel per 31 december 2012 | Association of Tennis Professionals (ATP) Top 20 herenenkel per 31 december 2012 | Association of Tennis Professionals (ATP) Top 20 herenenkel per 31 december 2012 | Association of Tennis Professionals (ATP) Top 20 herenenkel per 31 december 2012 | Association of Tennis Professionals (ATP) Top 20 herenenkel per 31 december 2012 |
| #                                                                                | Speler                                                                           | Punten                                                                           | '11 → '12                                                                        |                                                                                  |
| -------------------------------------------------------------------------------- | -------------------------------------------------------------------------------- | -------------------------------------------------------------------------------- | -------------------------------------------------------------------------------- | -------------------------------------------------------------------------------- |
| 1                                                                                | Novak Đoković                                                                    | 13.630                                                                           | Stabiel                                                                          |                                                                                  |
| 2                                                                                | Roger Federer                                                                    | 9.595                                                                            | +1                                                                               |                                                                                  |
| 3                                                                                | Andy Murray                                                                      | 8.170                                                                            | +1                                                                               |                                                                                  |
| 4                                                                                | Rafael Nadal                                                                     | 7.380                                                                            | −2                                                                               |                                                                                  |
| 5                                                                                | David Ferrer                                                                     | 4.925                                                                            | Stabiel                                                                          |                                                                                  |
| 6                                                                                | Tomáš Berdych                                                                    | 4.335                                                                            | +1                                                                               |                                                                                  |
| 7                                                                                | Juan Martín del Potro                                                            | 3.700                                                                            | +4                                                                               |                                                                                  |
| 8                                                                                | Jo-Wilfried Tsonga                                                               | 2.965                                                                            | −2                                                                               |                                                                                  |
| 9                                                                                | Janko Tipsarević                                                                 | 2.595                                                                            | Stabiel                                                                          |                                                                                  |
| 10                                                                               | Richard Gasquet                                                                  | 2.380                                                                            | +9                                                                               |                                                                                  |
| 11                                                                               | Nicolás Almagro                                                                  | 2.315                                                                            | −1                                                                               |                                                                                  |
| 12                                                                               | Juan Mónaco                                                                      | 2.165                                                                            | +14                                                                              |                                                                                  |
| 13                                                                               | Milos Raonic                                                                     | 2.120                                                                            | +18                                                                              |                                                                                  |
| 14                                                                               | John Isner                                                                       | 1.940                                                                            | +4                                                                               |                                                                                  |
| 15                                                                               | Marin Čilić                                                                      | 1.925                                                                            | +6                                                                               |                                                                                  |
| 16                                                                               | Gilles Simon                                                                     | 1.910                                                                            | −4                                                                               |                                                                                  |
| 17                                                                               | Stanislas Wawrinka                                                               | 1.820                                                                            | Stabiel                                                                          |                                                                                  |
| 18                                                                               | Oleksandr Dolgopolov                                                             | 1.800                                                                            | −3                                                                               |                                                                                  |
| 19                                                                               | Kei Nishikori                                                                    | 1.765                                                                            | +6                                                                               |                                                                                  |
| 20                                                                               | Philipp Kohlschreiber                                                            | 1.755                                                                            | +23                                                                              |                                                                                  |

## Statistieken

### Enkelspel
| Speler                | Grand Winst | Slam R-up | ATP Winst | 1000 R-up | ATP Winst | 500 R-up | ATP Winst | 250 R-up | Toernooi zeges |
| --------------------- | ----------- | --------- | --------- | --------- | --------- | -------- | --------- | -------- | -------------- |
| Novak Đoković         | 1           | 2         | 3         | 3         | 1         |          |           |          | 5              |
| Rafael Nadal          | 1           | 1         | 2         |           | 1         |          |           |          | 4              |
| Andy Murray           | 1           | 1         |           | 2         |           | 1        | 1         |          | 2              |
| Roger Federer         | 1           |           | 3         |           | 2         | 1        |           | 1        | 6              |
| David Ferrer          |             |           | 1         |           | 2         | 1        | 4         |          | 7              |
| Tomáš Berdych         |             |           |           | 1         |           |          | 2         | 1        | 2              |
| John Isner            |             |           |           | 1         |           |          | 1         | 1        | 1              |
| Richard Gasquet       |             |           |           | 1         |           |          | 1         | 1        | 1              |
| Jerzy Janowicz        |             |           |           | 1         |           |          |           |          |                |
| Juan Martín del Potro |             |           |           |           | 1         | 1        | 3         |          | 4              |
| Oleksandr Dolgopolov  |             |           |           |           | 1         | 1        | 1         | 1        | 2              |
| Juan Mónaco           |             |           |           |           | 1         |          | 3         | 1        | 4              |
| Jürgen Melzer         |             |           |           |           | 1         |          |           |          | 1              |
| Kei Nishikori         |             |           |           |           | 1         |          |           |          | 1              |
| Milos Raonic          |             |           |           |           |           | 2        | 2         |          | 2              |
| Tommy Haas            |             |           |           |           |           | 2        | 1         | 2        | 1              |
| Jo-Wilfried Tsonga    |             |           |           |           |           | 1        | 2         | 1        | 2              |
| Fernando Verdasco     |             |           |           |           |           | 1        |           |          |                |
| Nicolás Almagro       |             |           |           |           |           |          | 2         | 2        | 2              |
| Andreas Seppi         |             |           |           |           |           |          | 2         | 2        | 2              |
| Marin Čilić           |             |           |           |           |           |          | 2         | 1        | 2              |
| Andy Roddick          |             |           |           |           |           |          | 2         |          | 2              |
| Janko Tipsarević      |             |           |           |           |           |          | 1         | 2        | 1              |
| Philipp Kohlschreiber |             |           |           |           |           |          | 1         | 1        | 1              |
| Gilles Simon          |             |           |           |           |           |          | 1         | 1        | 1              |
| Thomaz Bellucci       |             |           |           |           |           |          | 1         | 1        | 1              |
| Jarkko Nieminen       |             |           |           |           |           |          | 1         |          | 1              |
| Michail Joezjny       |             |           |           |           |           |          | 1         |          | 1              |
| Kevin Anderson        |             |           |           |           |           |          | 1         |          | 1              |
| Pablo Andújar         |             |           |           |           |           |          | 1         |          | 1              |
| Sam Querrey           |             |           |           |           |           |          | 1         |          | 1              |
| Robin Haase           |             |           |           |           |           |          | 1         |          | 1              |
| Martin Kližan         |             |           |           |           |           |          | 1         |          | 1              |
| Gaël Monfils          |             |           |           |           |           |          |           | 2        |                |
| Fabio Fognini         |             |           |           |           |           |          |           | 2        |                |
| Julien Benneteau      |             |           |           |           |           |          |           | 2        |                |
| Olivier Rochus        |             |           |           |           |           |          |           | 1        |                |
| Lukáš Lacko           |             |           |           |           |           |          |           | 1        |                |
| Carlos Berlocq        |             |           |           |           |           |          |           | 1        |                |
| Filippo Volandri      |             |           |           |           |           |          |           | 1        |                |
| Denis Istomin         |             |           |           |           |           |          |           | 1        |                |
| Michaël Llodra        |             |           |           |           |           |          |           | 1        |                |
| Marinko Matosevic     |             |           |           |           |           |          |           | 1        |                |
| Albert Ramos          |             |           |           |           |           |          |           | 1        |                |
| Benoît Paire          |             |           |           |           |           |          |           | 1        |                |
| Brian Baker           |             |           |           |           |           |          |           | 1        |                |
| Philipp Petzschner    |             |           |           |           |           |          |           | 1        |                |
| Lleyton Hewitt        |             |           |           |           |           |          |           | 1        |                |
| Marcel Granollers     |             |           |           |           |           |          |           | 1        |                |
| Gilles Müller         |             |           |           |           |           |          |           | 1        |                |
| Ričardas Berankis     |             |           |           |           |           |          |           | 1        |                |
| Grega Žemlja          |             |           |           |           |           |          |           | 1        |                |
| David Nalbandian      |             |           |           |           |           |          |           | 1/diskw. |                |
Laatst bijgewerkt op: 4 november 2012

### Dubbelspel
| Speler                  | Grand Winst | Slam R-up | ATP Winst | 1000 R-up | ATP Winst | 500 R-up | ATP Winst | 250 R-up | Toernooi zeges |
| ----------------------- | ----------- | --------- | --------- | --------- | --------- | -------- | --------- | -------- | -------------- |
| Bob Bryan               | 1           | 2         | 2         |           | 1         |          | 2         | 1        | 6              |
| Mike Bryan              | 1           | 2         | 2         |           | 1         |          | 2         | 1        | 6              |
| Leander Paes            | 1           | 1         | 2         |           |           | 1        | 1         |          | 4              |
| Radek Štěpánek          | 1           | 1         | 2         |           |           | 1        |           |          | 3              |
| Daniel Nestor           | 1           |           |           | 2         | 2         |          | 2         |          | 5              |
| Maks Mirni              | 1           |           |           | 2         | 1         |          | 2         |          | 4              |
| Frederik Nielsen        | 1           |           |           |           |           |          |           | 1        | 1              |
| Jonathan Marray         | 1           |           |           |           |           |          |           |          | 1              |
| Robert Lindstedt        |             | 1         | 1         | 1         |           | 1        | 3         | 1        | 4              |
| Horia Tecău             |             | 1         | 1         | 1         |           | 1        | 3         |          | 4              |
| Marc López              |             |           | 2         | 1         |           | 2        | 1         | 1        | 3              |
| Mahesh Bhupathi         |             |           | 1         | 2         | 1         |          |           |          | 2              |
| Rohan Bopanna           |             |           | 1         | 2         | 1         |          |           |          | 2              |
| Marcel Granollers       |             |           | 1         | 1         |           | 2        | 1         | 1        | 2              |
| Mariusz Fyrstenberg     |             |           | 1         |           | 1         | 1        |           |          | 2              |
| Marcin Matkowski        |             |           | 1         |           | 1         | 1        |           |          | 2              |
| Rafael Nadal            |             |           | 1         |           |           |          |           |          | 1              |
| Jean-Julien Rojer       |             |           |           | 1         |           |          | 2         |          | 2              |
| Aisam-ul-Haq Qureshi    |             |           |           | 1         |           |          | 2         |          | 2              |
| Łukasz Kubot            |             |           |           | 1         |           |          | 1         | 1        | 1              |
| Sam Querrey             |             |           |           | 1         |           |          | 1         | 1        | 1              |
| Janko Tipsarević        |             |           |           | 1         |           |          | 1         |          | 1              |
| John Isner              |             |           |           | 1         |           |          | 1         |          | 1              |
| Bruno Soares            |             |           |           |           | 2         |          | 3         | 1        | 5              |
| Alexander Peya          |             |           |           |           | 2         |          | 2         | 1        | 4              |
| Nenad Zimonjić          |             |           |           |           | 2         |          | 1         | 1        | 3              |
| David Marrero           |             |           |           |           | 1         | 1        | 3         | 1        | 4              |
| Fernando Verdasco       |             |           |           |           | 1         | 1        | 3         |          | 4              |
| Michaël Llodra          |             |           |           |           | 1         |          |           |          | 1              |
| Treat Huey              |             |           |           |           |           | 1        | 1         | 2        | 1              |
| Dominic Inglot          |             |           |           |           |           | 1        | 1         | 1        | 1              |
| Marcelo Melo            |             |           |           |           |           | 1        | 1         |          | 1              |
| Ivan Dodig              |             |           |           |           |           | 1        |           | 1        |                |
| Carlos Berlocq          |             |           |           |           |           | 1        |           | 1        |                |
| Denis Istomin           |             |           |           |           |           | 1        |           |          |                |
| František Čermák        |             |           |           |           |           |          | 3         | 1        | 3              |
| Nicolas Mahut           |             |           |           |           |           |          | 3         |          | 3              |
| Édouard Roger-Vasselin  |             |           |           |           |           |          | 3         |          | 3              |
| Filip Polášek           |             |           |           |           |           |          | 2         | 3        | 2              |
| Xavier Malisse          |             |           |           |           |           |          | 2         | 2        | 2              |
| Colin Fleming           |             |           |           |           |           |          | 2         | 2        | 2              |
| Ross Hutchins           |             |           |           |           |           |          | 2         | 2        | 2              |
| Scott Lipsky            |             |           |           |           |           |          | 2         | 1        | 2              |
| Mark Knowles            |             |           |           |           |           |          | 2         |          | 2              |
| Santiago González       |             |           |           |           |           |          | 2         |          | 2              |
| Michal Mertiňák         |             |           |           |           |           |          | 1         | 4        | 1              |
| Paul Hanley             |             |           |           |           |           |          | 1         | 3        | 1              |
| Dustin Brown            |             |           |           |           |           |          | 1         | 2        | 1              |
| Oliver Marach           |             |           |           |           |           |          | 1         | 1        | 1              |
| Jonathan Erlich         |             |           |           |           |           |          | 1         | 1        | 1              |
| Andy Ram                |             |           |           |           |           |          | 1         | 1        | 1              |
| Jérémy Chardy           |             |           |           |           |           |          | 1         | 1        | 1              |
| Matthew Ebden           |             |           |           |           |           |          | 1         | 1        | 1              |
| Eric Butorac            |             |           |           |           |           |          | 1         | 1        | 1              |
| Martin Emmrich          |             |           |           |           |           |          | 1         | 1        | 1              |
| Lukáš Rosol             |             |           |           |           |           |          | 1         |          | 1              |
| Michail Joezjny         |             |           |           |           |           |          | 1         |          | 1              |
| Marcos Baghdatis        |             |           |           |           |           |          | 1         |          | 1              |
| Frederico Gil           |             |           |           |           |           |          | 1         |          | 1              |
| Daniel Gimeno Traver    |             |           |           |           |           |          | 1         |          | 1              |
| James Blake             |             |           |           |           |           |          | 1         |          | 1              |
| Ryan Harrison           |             |           |           |           |           |          | 1         |          | 1              |
| Ruben Bemelmans         |             |           |           |           |           |          | 1         |          | 1              |
| Rajeev Ram              |             |           |           |           |           |          | 1         |          | 1              |
| Lu Yen-Hsun             |             |           |           |           |           |          | 1         |          | 1              |
| Danai Udomchoke         |             |           |           |           |           |          | 1         |          | 1              |
| Andre Begemann          |             |           |           |           |           |          | 1         |          | 1              |
| André Sá                |             |           |           |           |           |          |           | 4        |                |
| Jamie Delgado           |             |           |           |           |           |          |           | 2        |                |
| Ken Skupski             |             |           |           |           |           |          |           | 2        |                |
| Kevin Anderson          |             |           |           |           |           |          |           | 2        |                |
| Pablo Andújar           |             |           |           |           |           |          |           | 2        |                |
| Daniele Bracciali       |             |           |           |           |           |          |           | 2        |                |
| Julian Knowle           |             |           |           |           |           |          |           | 2        |                |
| Christopher Kas         |             |           |           |           |           |          |           | 1        |                |
| Philipp Kohlschreiber   |             |           |           |           |           |          |           | 1        |                |
| Jürgen Melzer           |             |           |           |           |           |          |           | 1        |                |
| Philipp Petzschner      |             |           |           |           |           |          |           | 1        |                |
| Jarkko Nieminen         |             |           |           |           |           |          |           | 1        |                |
| Jamie Murray            |             |           |           |           |           |          |           | 1        |                |
| Mate Pavić              |             |           |           |           |           |          |           | 1        |                |
| Frank Moser             |             |           |           |           |           |          |           | 1        |                |
| Jo-Wilfried Tsonga      |             |           |           |           |           |          |           | 1        |                |
| Fabio Fognini           |             |           |           |           |           |          |           | 1        |                |
| Dick Norman             |             |           |           |           |           |          |           | 1        |                |
| Andreas Siljeström      |             |           |           |           |           |          |           | 1        |                |
| Juan Sebastián Cabal    |             |           |           |           |           |          |           | 1        |                |
| Dmitri Toersoenov       |             |           |           |           |           |          |           | 1        |                |
| Michael Russell         |             |           |           |           |           |          |           | 1        |                |
| Rogério Dutra da Silva  |             |           |           |           |           |          |           | 1        |                |
| Daniel Muñoz de la Nava |             |           |           |           |           |          |           | 1        |                |
| Robert Farah Maksoud    |             |           |           |           |           |          |           | 1        |                |
| Santiago Giraldo        |             |           |           |           |           |          |           | 1        |                |
| Leonardo Mayer          |             |           |           |           |           |          |           | 1        |                |
| Johan Brunström         |             |           |           |           |           |          |           | 1        |                |
| Lukáš Lacko             |             |           |           |           |           |          |           | 1        |                |
| Igor Zelenay            |             |           |           |           |           |          |           | 1        |                |
| Simone Bolelli          |             |           |           |           |           |          |           | 1        |                |
Laatst bijgewerkt op: 4 november 2012